# Peros (manzana)
Peros es el nombre de una variedad cultivar de manzano (Malus domestica). Esta manzana es originaria de Galicia, está cultivada en la colección de árboles frutales y banco de germoplasma de Mabegondo con el N.º 118; ejemplares procedentes de esquejes localizados en Santa Eulalia de Senra, parroquia del municipio de Oroso (La Coruña).

## Sinónimos
- "Manzana Peros",[4][5]
- "Maceira Peros".

## Características
El manzano de la variedad 'Peros' tiene un vigor vigoroso. Tamaño grande y porte erguido.
Época de inicio de brotación a partir del 13 de abril y de floración a partir del 16 de mayo.
Las hojas tienen una longitud del limbo de tamaño largo, con la máxima anchura del limbo es ancha. Longitud de las estípulas es larga y la máxima anchura de las estípulas es ancha. Denticulación del borde del limbo es biserrado, con la forma del ápice del limbo mucronado y la forma de la base del limbo es cordiforme. Con subestípulas presentes.
Sus flores tienen una longitud de los pétalos desconocido, anchura de los pétalos es desconocido, disposición de los pétalos desconocido, con una longitud del pedúnculo desconocido.
La variedad de manzana 'Peros' tiene un fruto de tamaño medio, de forma plana-globosa, de color bicolor, con chapa lavada, e intensidad media. Epidermis de textura suave, con pruina en su superficie y con presencia de cera débil. Sensibilidad al "russeting" (pardeamiento áspero superficial que presentan algunas variedades) muy poco sensible. Con lenticelas de tamaño pequeño.
Los sépalos están dispuestos de forma  parcialmente replegados, y superpuestos en su base en su base; su fosa calicina es  profunda y de una anchura media. Pedúnculo de grosor grueso y de longitud corto, siendo la cavidad peduncular de una profundidad poco profunda y de anchura estrecha. Con pulpa de color blanca, cuya firmeza es intermedia y su textura intermedia; su jugosidad es jugosa, con sabor de acidez media, y poco aromática.
Época de maduración y recolección desde el 14 de septiembre. 'Peros' es una manzana que su destino es la conservación de esta variedad en el banco de germoplasma de Mabegondo como reserva genética.

## Susceptibilidades
- Oidio: ataque medio
- Moteado: ataque fuerte
- Raíces aéreas: ataque fuerte
- Momificado: ataque medio
- Pulgón lanígero: ataque débil
- Pulgón verde:ataque medio
- Araña roja: no presenta
- Chancro del manzano: no presenta.[3]